# Mecanizado ultrasónico

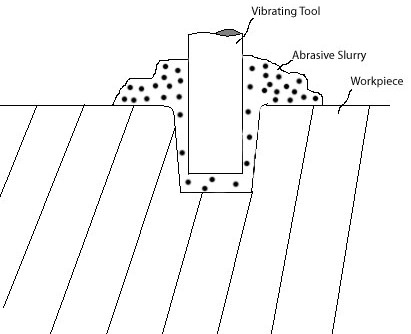
Ilustración de mecanizado por ultra sonidos.

El mecanizado ultrasónico (Ultrasonic Machining) (USM) es un proceso de índole mecánica en el que se remueve material de la pieza dejando una forma específica en ella. Para ello la herramienta vibra a 20 kHz y gira a unos 5 krpm, todo ello acompañado por un líquido abrasivo que además sirve para refrigerar la pieza, los materiales normalmente usados son el Acero, acero inox, y molibdeno, etc. La forma de la herramienta es importante para que no recoja energía, la punta nunca toca la pieza que suele ser de materiales dúctiles, el material abrasivo (contenido en una pasta) es el que realmente se come el material, normalmente las partículas de abrasivo suelen ser duras, como por ejemplo diamante, nitruro cúbico de boro, carburo de boro, carburo de silicio y óxido de aluminio, de esto el más usado es el carburo de boro. El equipo puede ser usado en distintas variantes, ya sea en un torno para mejorar la versatilidad de la máquina. La potencia de estos equipos oscila entre los 200 y los 2400 W, la potencia influye en el material removido. La fuente de vibración convierte potencia de baja frecuencia (60 Hz) en potencia de alta frecuencia (20 kHz). Las partes más importantes del transductor son un electromagneto y una pila de placas de níquel.
En este proceso se obtiene en la pieza una forma inversa a la de la herramienta y con una medida el doble del tamaño del gránulo del abrasivo mayor que las dimensiones de la herramienta.
- Aplicaciones:

- Materiales blandos y duros de todo tipo, metálicos, no metálicos, cerámicos o compuestos.
- Producir hoyos, huecos y formas irregulares limitado solo por las formas disponibles para las herramientas.
- La razón de profundidad-diámetro es baja, generalmente de 3:1.
- Dependiendo del abrasivo se pueden procesar materiales como el carburo de tungsteno, cerámicas de alta densidad, duros compuestos sinterizados, piedras preciosas, minerales, etc..

## Mecanizado por ultrasonidos rotatorio
El mecanizado por ultrasonidos rotatorio (Rotary Ultrasonic Machining) (RUM) se usa para mejorar el trabajo del taladrado, corte, fresado o roscado de materiales que son difíciles con el mecanizado tradicional. A diferencia del mecanizado ultrasónico, en el RUM se usan herramientas de diamante que tienen contacto directo con la pieza. No requiere sistema de recirculamiento del abrasivo. 
Permite mecanizar materiales que con otros sistemas son prácticamente imposibles, es un proceso no convencional. Se basa en el empleo de herramientas de diamante que eliminan el material por la combinación de un giro y de una vibración ultrasónica en dirección axial.
La separación continua entre herramienta y pieza consigue que las fuerzas de corte se reduzcan y que el calor sea menor. Lo que conlleva una protección de la herramienta y de la pieza aumentando la productividad en hasta 5 veces y con unos acabados superficiales de 0,2 µm.
- Aplicaciones:

- Industria del automóvil: discos de freno, toberas de inyección, insertos de moldes de inyección…; en materiales como Nitruro de Silicio, Alúmina, metal duro, acero templado ...

- Industria de los semiconductores: elementos de refrigeración…en materiales como Silicio, Cuarzo hialino…
- Industria óptica: lentes cóncavas y convexas, espejos…; en materiales como Zafiro, Silicio, y vidrios varios.
- Industria médica: articulaciones, coronas dentales…; en materiales cerámicos varios como Zirconia, Alúmina…

- Varios: guías antidesgaste, pirometría, boquillas de soldadura, aisladores térmicos…; también en materiales cerámicos.

Se puede observar que todas las aplicaciones tienen en común propiedades de alta dureza, resistencia mecánica al desgaste, baja densidad, resistencia a la abrasión a altas temperatura, capacidades ópticas, etc. Se puede crear geometrías que difícilmente podrían conseguirse con otros procesos de fabricación.
- Las ventajas de la tecnología RUM:

- Reducción de los esfuerzos de corte, de la carga térmica a la pieza y desgaste de la herramienta.
- La mezcla de rotación y giro, consigue mayores tasas de arranque que en los mecanizados tradicionales.

- Gran acabado superficial que depende del tamaño del gránulo de abrasivo, siendo menor cuanto más fino sea éste. Ra obtiene unos valores comprendidos habitualmente entre 0.4 y 1.6 µm.
- El movimiento ultrasónico junto con el refrigerante interno y externo crea un efecto de autolimpieza en la herramienta haciendo que esta no sufra de embotamiento

- Aumenta la vida a fatiga.

- Se pueden tratar materiales duros y frágiles llevando a cabo pequeñas operaciones de corte, desde 0.5 mm.

- Se tienen en cuenta:

- El tipo de abrasivo para las descripciones de calidad pedidas
- La herramienta tiene la forma determinada